# Альткирш
Альтки́рш, Альткирх (фр. Altkirch) — коммуна на северо-востоке Франции, в регионе Гранд-Эст (бывший Эльзас — Шампань — Арденны — Лотарингия), департамент Верхний Рейн. Является административным центром (супрефектурой) одноимённого округа и кантона.
Площадь коммуны — 9,54 км², население — 5575 человек (2006) с тенденцией к росту: 5747 человек (2012), плотность населения — 602,4 чел/км².

## Географическое положение
Коммуна расположена на расстоянии примерно 390 км на восток от Парижа, 115 км на юг от Страсбурга, 55 км на юг от Кольмара.

## Население
Численность населения — 5747 жителей (2012) — величина в какой-то степени условная, ибо в дополнение к этому количеству ещё приблизительно 15500 человек приезжает в город по рабочим дням (из них 4500 на работу, 3000 — учёбу, 3000 — для получения лечебных процедур и так далее, а ещё 5000 человек приезжает за покупками, а также для посещения административных офисов, культурных и спортивных мероприятий).
Население коммуны в 2011 году составляло 5761 человек, а в 2012 году — 5747 человек.
| 1962 | 1968 | 1975 | 1982 | 1990 | 1999 | 2004 | 2006 | 2009 | 2011 | 2012 |
| ---- | ---- | ---- | ---- | ---- | ---- | ---- | ---- | ---- | ---- | ---- |
| 4246 | 5118 | 5319 | 5268 | 5090 | 5386 | 5526 | 5575 | 5774 | 5761 | 5747 |

Динамика населения:

## Экономика
В 2010 году из 3782 человек трудоспособного возраста (от 15 до 64 лет) 2957 были экономически активными, 825 — неактивными (показатель активности 78,2 %, в 1999 году — 73,0 %). Из 2957 активных трудоспособных жителей работали 2597 человек (1327 мужчин и 1270 женщин), 360 числились безработными (180 мужчин и 180 женщин). Среди 825 трудоспособных неактивных граждан 310 были учениками либо студентами, 224 — пенсионерами, а ещё 291 — были неактивны в силу других причин.
На протяжении 2011 года в коммуне числилось 2513 облагаемых налогом домохозяйств, в которых проживало 5774,5 человека. При этом медиана доходов составила 19 849 евро на одного налогоплательщика.

## Известные уроженцы и жители
- Эмиль Мюлле (1823-1889), инженер, архитектор, скульптор и промышленник
- Жан-Жак Эннер (1829-1905), живописец академического направления.
- Иван Мюллер (1969-), автогонщик, чемпион Британской Ф2 (1992), FSC (1996), BTCC (2003), WTCC (2008, 2010, 2011, 2013)